# Oltacloea
Oltacloea là một chi nhện trong họ Gnaphosidae.